# Katrijn van Riet
Katrijn van Riet, née le 27 février 1971 à Uccle, est une femme politique belge, membre de la Nieuw-Vlaamse Alliantie (N-VA).

## Biographie
Katrijn van Riet nait le 27 février 1971 à Uccle.
Le 4 février 2025, elle devient députée fédérale à la Chambre des représentants en remplaçant Bart De Wever qui devient Premier ministre dans le gouvernement De Wever.